# Centre national de tir sportif
Centre national de tir sportif – strzelnica położona w Châteauroux-Déols, w departamencie Indre we Francji o powierzchni 80 hektarów.
Przygotowania do budowy rozpoczęto w 2012, a kamień węgielny został wmurowany w 2016 roku. Planowy koszt budowy wynosił 29 miliony euro. W maju 2018 obiekt został oficjalnie otwarty. Przed oficjalnym otwarciem, w sierpniu 2017 w obiekcie zostały zorganizowane Mistrzostwa Świata w Pistolecie IPSC. W momencie otwarcia Centre national de tir sportif było największym obiektem do uprawiania strzelectwa sportowego w Europie. W obiekcie możliwe jest uprawianie strzelectwa w każdej konkurencji na dystansie od 10 do 600 metrów.
W grudniu 2022 na terenie kompleksu otwarto nowy budynek, z trybuną mieszczącą 600 osób, w którym rozgrywane będą finały konkurencji strzeleckich. Koszt inwestycji wyniósł 7 milionów euro.
Podczas Letnich Igrzysk Olimpijskich 2024 w obiekcie zostaną rozegrane konkurencje strzeleckie.